# Ksienija Dierżynska
Ksienija Gieorgijewna Dierżynska (ros. Ксе́ния Гео́ргиевна Держи́нская; ur. 26 stycznia?/7 lutego 1889 w Kijowie, zm. 9 czerwca 1951 w Moskwie) – radziecka śpiewaczka operowa (sopran liryczno-dramatyczny), pedagog, publicystka; Ludowy Artysta ZSRR (1937), laureatka Nagrody Stalinowskiej I stopnia (1943), odznaczona Orderem Lenina (1937).
Uczyła się w Kijowie i w Petersburgu. W latach 1913–1915 śpiewała w moskiewskim teatrze operowym "Dom Ludowy", od 1915 do 1948 w Teatrze Wielkim w Moskwie. W 1926 występowała w Paryżu.
W latach 1948–1951 była profesorem klasy wokalu w Konserwatorium Moskiewskim.
Zmarła w Moskwie, została pochowana na Cmentarzu Nowodziewiczym.